# St. Pius (Moosburg an der Isar)
Die römisch-katholische Nebenkirche St. Pius im oberbayerischen Moosburg an der Isar ist eine schlichte Chorturmkirche, die in den Jahren 1949/50 erbaut wurde. Sie ist als Baudenkmal mit der Nummer D-1-78-143-139 beim Bayerischen Landesamt für Denkmalpflege eingetragen. Kirchenrechtlich ist sie eine Nebenkirche der Pfarrei St. Kastulus in Moosburg. Diese wiederum ist dem Dekanat Freising des Erzbistums München und Freising zugeordnet. Sie ist dem heiligen Papst Pius X. geweiht.

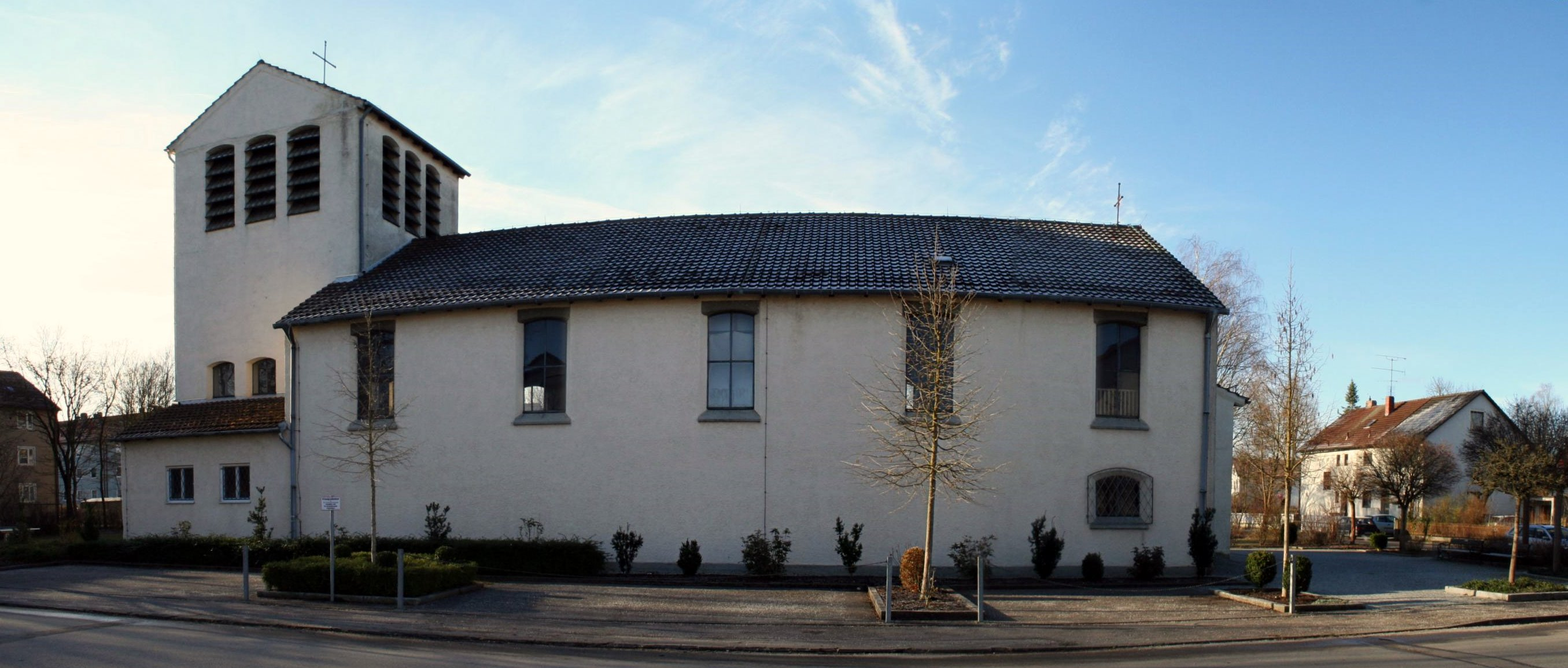
Außenansicht der Nebenkirche St. Pius von Norden

## Geschichte
Auf dem Gelände des ehemaligen Stalag VII A der deutschen Wehrmacht, entstand unmittelbar nach dem Zweiten Weltkrieg ein Internierungslager der US-Militärregierung. Nach der Auflösung im Jahr 1948 wurde dort die sogenannte Moosburger Neustadt aufgebaut, in der sich vor allem Heimatvertriebene ansiedelten. Daher wurde es bald notwendig, eine Kirche zu errichten. Dank einer namhaften Spende von Papst Pius XII. konnte schnell mit den Planungen begonnen werden. Hierfür wurde der Architekt Friedrich Ferdinand Haindl ausgewählt, da dieser bereits mehrfach Baracken, Fabrikgebäude und sogar die Kinohalle des Obersalzbergs in Gotteshäuser umgebaut hatte. Für die Bauausführung war der Moosburger Architekt Ludwig Hilz verantwortlich. Am 4. April 1949 legte Kardinal Michael von Faulhaber den Grundstein für die Kirche St. Pius. Am 15. Oktober 1950 wurde der Bau geweiht.

## Beschreibung
Der schlichte, nach Osten ausgerichtete Satteldachbau umfasst ein einschiffiges, vierjochiges Langhaus sowie einen gedrungenen Glockenturm über einem eingezogenen Rechteckchor. Nördlich und südlich am Chor sind Sakristeianbauten angefügt. Im Westen akzentuiert ein kleiner Vorbau am Hauptportal, der sich nach drei Seiten hin im Rundbogen öffnet, die Fassade. Ansonsten ist der Außenbau bis auf die hoch sitzenden, rechteckigen Fensteröffnungen weitgehend ungegliedert.
Im Kirchturm hängen zwei Kirchenglocken.
- Die größere Josefsglocke wurde 2010 von der Glockengießerei Perner in Passau gegossen. Sie hat bei einem Durchmesser von 1048 mm ein Gewicht von 769 kg und klingt mit dem Ton fis′+6.
- Die kleinere Christophorusglocke wurde 1491 von einem nicht bekannten Gießer hergestellt. Sie hat bei einem Durchmesser von 910 mm ein Gewicht von 450 kg und klingt mit dem Ton a′+8.

Der Innenraum wird von einer flachen Holzbalkendecke überspannt. Den Übergang zwischen Langhaus und Chor vermittelt ein segmentbogiger Chorbogen. Der Altarraum ist durch Chorschranken vom Schiff abgetrennt. Über dem schlichten Hochaltar mit quaderförmigem Tabernakel erhebt sich ein großes Altarkreuz.
Die Orgel der Kirche wurde 1991 von Orgelbaumeister Ekkehard Simon (Landshut) gebaut. Sie verfügt über 17 Register auf zwei Manualen (Hauptwerk 5, Schwellwerk 7) und Pedal (5).